# Sophie (impératrice byzantine)
Sophie (Aelia Sophia), née vers 530 et morte en 601 ou peu après, est impératrice consort de l'Empire byzantin de 565 à 578, aux côtés de Justin II.
Particulièrement intéressée par les questions économiques, elle est largement impliquée dans la gestion de l'Empire. Lors des crises de folie de son époux, elle agit comme régente.

## Famille
Selon Jean d'Éphèse, Sophie est la nièce de l'Impératrice Théodora, épouse de Justinien. Selon Procope, Theodora n'a que deux frères ou sœurs : sa sœur aînée Comito et sa jeune sœur Anastasia, l'une d'elles serait donc la mère de Sophie. Comito épouse Sittas en 528, qui pourrait donc être son père.
Pendant le règne de Justinien (527-565), Théodora arrange le mariage de Sophie avec son neveu Justin, fils de Dulcidius et Vigilantia.

## Impératrice consort
Justinien n'a pas de fils et semble ne pas avoir nommé d'héritier. Quand il meurt en novembre 565, Justin est son curopalate et donc l'héritier naturel. Il obtient le soutien du Sénat et est proclamé empereur dans les murs du palais, avant que les autres membres de la dynastie aient pu être informés.
Le principal autre aspirant au trône est le consul Justin, cousin du nouvel empereur, réputé pour ses talents de général, et donc pouvant être considéré comme un meilleur choix d'un point de vue militaire. Rappelé dans un premier temps à Constantinople, il est exilé à Alexandrie, où il meurt assassiné en 568. Selon le chroniqueur Jean de Biclar, l'impératrice Sophie est directement responsable du meurtre. Linda Garland suppose qu'elle puisse aussi être impliquée dans l'élimination d'Aetherius, un influent dignitaire de la cour impériale qui est exécuté en 566, même si d'autres historiens y voient plutôt la main du comte des Excubites Tibère,. Plus largement, Sophie semble avoir joué un rôle non négligeable dans la légitimation de Justin II, ne serait-ce qu'en raison de ses liens familiaux avec Théodora, qui dispose d'importants réseaux d'influence au sein de la cour impériale. 
Les témoignages indiquent que dès l'accession au pouvoir de Justin, Sophie a une certaine influence politique sur son époux et sur l'organisation de l'empire. L'historienne Virginie Girod suppose que Sophie fut préparée à devenir impératrice bien avant que Justin ne soit nommé officiellement, ce que confirme Corippe. Le poète byzantin note qu'elle fut ainsi appelée à accompagner le futur empereur le soir de la mort de Justinien. Dans la cérémonie de couronnement de Justin, qu'il détaille abondamment, si Sophie reste parfois en retrait, elle est étroitement associée à son mari. Corippe les décrit comme les deux lumières du monde et dit de Sophie qu'elle « est la Reine de tous, protectrice du monde ». Il utilise d'ailleurs fréquemment le terme Sapientia à son égard, le mot latin désignant la sagesse, en écho au nom grec de Sophie, lié au mot grec Sophia. Dans cette mise en lumière de Sophie par Corippe, c'est bien l'idée d'un couple régnant qui transparaît. Sophie joue d'ailleurs un rôle dans l'organisation de la cérémonie et dans les funérailles de Justinien. 
Une fois au pouvoir, Justin et Sophie donnent l'image d'un couple soudé, l'impératrice n'hésitant pas à seconder son mari dans ses tâches politiques. Sophie collabore en particulier à la gestion de la politique financière de l'Empire. Ayant trouvé des caisses vides, le couple s’attelle à restaurer la crédibilité du trésor impérial en remboursant les dettes contractées par Justinien auprès des banquiers et des prêteurs d'argent. Selon Théophane, Sophie est chargée de l'examen des dossiers financiers et de leur paiement. En voulant réduire les dépenses et augmenter la trésorerie, le couple impérial est décrit par certains comme cupide, mais le remboursement des anciennes dettes est loué par les contemporains. L'influence de Sophie est apparente dans certains épisodes rapportés par les chroniqueurs. Ainsi, en 572, alors que les Byzantins sont en difficultés face aux Sassanides, Justin s'en prend vertement à son frère, le général Baduaire. Alors que Baduaire s'apprête à se retirer, Sophie semble avoir fortement incité Justin à se réconcilier avec son frère. Il est d'ailleurs possible que cet événement illustre le début de la dégradation de l'état mental de Justin.
Sophie prend le nom d'Aelia en reprenant une pratique des dynasties théodosienne et thrace, qui n'avait pas été appliquée par les deux précédentes impératrices. Preuve de son importance, elle est représentée sur les pièces de monnaie byzantine, avec les insignes royaux de son mari, s'inscrivant dans la tradition de certaines Augusta qui l'ont précédé (comme Flaccilla, femme de Théodose le Grand par exemple). Elle est représentée par des peintures et des statues, tandis que son nom est donné à deux palais, un port et un bain public.
Sophie semble également avoir des relations délétères avec Narsès, le général et préfet d'Italie. Elle aurait incité son mari à le congédier, alors qu'il est alors très âgé. Narsès aurait d'ailleurs refusé de rentrer à Constantinople, craignant de subir l'influence de l'impératrice, ce qui témoignerait de la réputation de celle-ci auprès de certaines des personnalités les plus importantes de l'Empire. En revanche, il paraît peu plausible, comme l'ont rapporté les traditions ultérieures, que Narsès se venge en appelant les Lombards à envahir l'Italie.
Vers 569, Justin et Sophie auraient envoyé un fragment de la Vraie Croix à Radegonde, conservé à l'abbaye Sainte-Croix de Poitiers. L'événement est commémoré dans Vexilla Regis par Venance Fortunat. Ils offrent également des reliques au Pape Jean III dans l'espoir d'améliorer leurs relations, alors que la politique religieuse du couple est controversée : selon Jean d'Éphèse et Michel le Syrien, tous deux sont des chrétiens monophysites convertis au chalcédonisme pour gagner la faveur avec leur oncle Justinien. Au cours de leur règne, ils tentent en vain de rapprocher chalcédonisme et monophysisme, dont les adeptes sont encore persécutés

## Régence
Vers 574, Justin sombre dans une folie qui le rend incapable de gouverner l'Empire. Les causes de cette incapacité demeurent mystérieuses. Les chroniqueurs lient généralement les échecs militaires, notamment la chute de Dara en 573 avec la dégradation de l'état mental d'un souverain qui ne supporte plus les difficultés de gestion de l'Empire. Toutefois, une raison médicale apparaît plus probable, avec des exemples d'instabilité psychologique qui semblent se renforcer dans les années précédentes. Quoi qu'il en soit, le gouvernement de l'Empire passe alors plus directement aux mains de Sophie. Selon Grégoire de Tours, elle devient de facto la dirigeante de l'Empire. Elle aurait tenté de faire soigner son mari, faisant appel supposément à des sorciers ou des guérisseurs. Elle et le patriarche se tournent ensuite vers Siméon Stylite le Jeune qui se déclare incapable de secourir l'empereur après qu'il a été placé entre les mains de sorciers. Finalement, Sophie le convainc, lors d'un moment de lucidité, d'adopter Tibère. Là encore, les chroniqueurs sont assez clairs sur l'impact du choix de Sophie. Selon Jean d'Éphèse, le Sénat la consulte sur le sujet de la régence alors que d'autres prétendants potentiels sont possibles. Néanmoins, Tibère est l'un des généraux les plus importants de l'Empire et un proche de longue date de Justin. Fait césar le 7 décembre 574, il devient le successeur désigné et le régent officiel de l'Empire. 
Toutefois, cette nomination ne met pas fin à l'influence de Tibère. Selon certains chroniqueurs, Sophie aurait même escompté séduire Tibère pour l'épouser à la mort de Justin. Elle aurait d'ailleurs appris ultérieurement le fait que Tibère est déjà marié, à Ino Anastasia. Ainsi, elle interdit à cette dernière de vivre dans le Grand Palais de Constantinople, l'obligeant à vivre dans le palais d'Hormisdas. Sophie n'hésite d'ailleurs pas à s'opposer frontalement à son mari qui, malgré sa maladie, aurait essayé d'intercéder en faveur de Tibère. Jean d'Ephèse rapporte ainsi la réponse de Sophie : « Aussi longtemps que je vivrais, je n'abandonnerai ni mon royaume, ni ma couronne à quiconque ». Ino Anastasia décide ensuite de se retirer à Daphnudium, hors de Constantinople, pour sa sécurité et alors que Sophie a interdit aux nobles de la cour de lui présenter leurs hommages. Si cette relégation est acquise, il est difficile de savoir ce qui relève de la rumeur dans les affirmations des chroniqueurs à propos des velléités séductrices de Sophie. Elle cherche sûrement à assurer sa position, en particulier dans l'éventualité d'une succession et semble avoir exigé de Tibère un serment par lequel il continuera de la reconnaître comme impératrice après la mort de son mari. 
Sophie et Tibère se trouvent rapidement en conflit à propos des finances de l'empire, Tibère plaidant pour une augmentation des dépenses, notamment militaires. Trouvant le trésor impérial bien fourni, ce qui confirme la rigueur de la gestion financière de l'Empire, Sophie s'efforce d'en garder le contrôle. Après la mort de Justin, elle déplore le caractère dépensier de la politique de Tibère. 
Justin nomme Tibère co-empereur en septembre 578 et meurt le 5 octobre. Selon Jean d'Éphèse, Sophie envoie le patriarche Eutychius convaincre Tibère de divorcer d'Ino et de l'épouser elle, ou sa fille Arabia, à la place. Tibère refuse mais lui propose de la considérer comme sa mère et la laisse vivre au sein du Palais impérial. Dans tous les cas, c'est bien Ino Anastasia qui prend le titre d'Augusta mais, méfiante, elle ne rentre à Constantinople que discrètement et sous le couvert de la nuit, pour ensuite être reconnue par le Sénat, le patriarche et les Factions à l'Hippodrome.

## Augusta
En tant qu'Augusta, Sophie conserve l'usage d'une section du palais. Fâchée et en désaccord avec les choix financiers du nouvel empereur, elle participe d'après Grégoire de Tours à un complot visant à renverser Tibère et à le remplacer par Justinien, frère cadet du consul Justin assassiné à Alexandrie.
Une fois le complot déjoué, Tibère réagit en saisissant une grande partie de sa propriété et en remplaçant ses fidèles serviteurs par des personnes qu'il sait fidèles. En 579, Sophie se retire au Sophiai, un palais construit en son honneur.
Tibère meurt le 14 août 582. Maurice, un général, lui succède, avec le soutien de Sophie. Grégoire de Tours rapporte qu'elle envisage de l'épouser et d'ainsi reprendre le trône. Maurice épouse finalement Constantina, fille de Tibère et Ino Anastasia, à l'automne 582. Constantina est proclamée à son tour Augusta, comme Sophie et Ino Anastasia. Jean d'Éphèse mentionne que les trois femmes résident dans le Grand Palais, ce qui signifierait qu'elle ait mis un terme à sa retraite.
Des trois, Anastasia meurt la première, vers 593. Constantina et Sophie semblent avoir de bonnes relations. Contrairement à son prédécesseur, l'empereur est particulièrement économe, ce qui engendre du mécontentement de l'armée. En 601, les deux femmes offrent conjointement à l'empereur une précieuse couronne.
La date de décès de Sophie n'est pas connue. L'historienne Virginie Girod suppose qu'elle fut assassinée en novembre 602 lors du coup d’État mené par le général Phocas, qui renversa l'empereur Maurice.

## Descendance
Sophie et Justin ont eu au moins deux enfants :
- Justus, un fils, mort avant 565. Il est inhumé dans l'église de l'archange Michel ;
- Arabia, une fille. Elle est mariée avant la mort de son père au curopalate Baduaire, mort vers 576 en Italie. Ils ont eu une fille, Firmina, dont le sort est inconnu[25].